# Анантнаг
Анантнаг (Кашмири: अनन्तनाग/ اننتناگ /Anaṁtnāg/, значение обитель источников и озёр, также Исламабад) — город и муниципалитет в округе Анантнаг в союзной территории Джамму и Кашмир, Индия. Этот известный город долго являлся вторым по величине в штате и в последнее время стал очень большим по площади. Считается торговым и финансовым центром Кашмирской долины.
Является центром одноимённого округа.

## Этимология
Древние мифы гласят, что имя «Анант Наг» дано месту, поскольку Господин Шива на своём пути в Амарнатх оставлял на дороге свои вещи и на месте города он снял с себя и положил на землю множество змей, что обитали на Шиве.
Город упомянут в Бхагавадгите Следует вспомнить древний клан Нага и Пишачей, упоминаемых в древних легендах. Возможно, наги и пишичи когда-то действительно населяли эти места и враждовали с ведическими ариями.
Город также называли Кашьяптешвара и связывали с Риши Кашьяпой.
О втором имени можно узнать из летописей Кашмира. Исламабадом город назвал Ислам Хан — губернатор Кашмира при моголах в 1663 н. э., но уже во время правления Махараджа Гулаб Сингх городу вернули прежнее название Анантнаг, которое давно прижилось в народе.
«Анант» значит «многочисленный» в Санскрите и «Нага» — «источник» в Кашмири. И люди стали считать, что Анантнаг значит «многочисленные источники». В городе действительно есть родники Наг Бал, Салак Наг и Малик Наг.
Трудно сказать какая из гипотез верна, но Стейн, Марк Аурель и Калхана свидетельствовали, что источники в центре города были священным местом для жителей окрестностей, а в Нилмат Пуране говорится о поклонении источникам Анантнага.

## История
Археологи свидетельствуют, что уже 5000 лет до н. э., на месте города существовало поселение и рынок. Этот факт делает Анантнаг одним из древнейших городов региона.

## Святые места